# 1962 w muzyce
Wydarzenia muzyczne w 1962 roku.

## Wydarzenia
- 24 stycznia – Brian Epstein zostaje menadżerem The Beatles
- 19 marca – Bob Dylan wydaje swój pierwszy album i rozpoczyna karierę
- 7 kwietnia – Mick Jagger i Keith Richards poznają w Londynie Briana Jonesa
- 12 lipca – w „Marquee Club” przy 165 Oxford Street w Londynie The Rolling Stones grają swój pierwszy koncert[1][2]
- 18 sierpnia – The Beatles grają pierwszy wspólny koncert z Ringo Starrem
- 4 września – The Beatles zakończyli swoją pierwszą sesję nagraniową
- grudzień – w „The Star Club” w Hamburgu odbyły się ostatnie koncerty zespołu The Beatles, zarejestrowane na dwuśladowym magnetofonie. Nagrania te zostały wydane na płycie Live! at the Star-Club in Hamburg, Germany; 1962 w 1977 roku
- Rozpoczęli karierę muzyczną:
  - Stevie Wonder
  - Otis Redding
  - Wilson Pickett
  - Harry Nilsson
  - Booker T. and the M.G.’s
  - Isaac Hayes
  - Paul & Paula
  - Maryla Rodowicz
- W Polsce założono zespół Chochoły

## Urodzili się
- 1 stycznia
  - Konrad Materna, polski bard i kontestator lat 80., reżyser i aktor lalkarz, poeta, scenarzysta, kompozytor i aranżer
  - Jo Yeong-wook, południowokoreański kompozytor muzyki filmowej
- 4 stycznia
  - Pierre Kezdy, amerykański basista punkrockowy (zm. 2020)
  - Peter Steele, amerykański muzyk rockowy, kompozytor i basista; wieloletni członek grupy Type O Negative (zm. 2010)
- 11 stycznia – Paulito FG, właśc. Pablo Fernández Gallo – kubański piosenkarz (zm. 2025)
- 13 stycznia – Sławek Słociński, polski perkusista rockowy
- 17 stycznia – Ari Up, właśc. Ariane Forster, brytyjska piosenkarka, liderka grupy The Slits (zm. 2010)
- 24 stycznia – Stephen Gould, amerykański śpiewak operowy (tenor bohaterski) (zm. 2023)
- 28 stycznia – Harpdog Brown, kanadyjski piosenkarz i harmonijkarz bluesowy (zm. 2022)
- 29 stycznia – Charlie Quintana, amerykański perkusista rockowy (zm. 2018)
- 6 lutego – Axl Rose, amerykański wokalista rockowy, lider Guns N’ Roses
- 7 lutego
  - David Bryan, amerykański muzyk i kompozytor, klawiszowiec Bon Jovi
  - Garth Brooks, amerykański piosenkarz i autor piosenek country
- 10 lutego – Cliff Burton, amerykański gitarzysta basowy zespołu Metallica (zm. 1986)
- 11 lutego – Sheryl Crow, amerykańska piosenkarka
- 12 lutego – Dariusz Krupicz, polski muzyk, perkusista
- 13 lutego – Maciej Jabłoński, polski muzykolog i krytyk muzyczny (zm. 2017)
- 16 lutego – Patrick Davin, belgijski dyrygent (zm. 2020)
- 18 lutego – Jolanta Münch, polska pianistka i klawesynistka
- 19 lutego – Franky Gee, amerykański muzyk pochodzenia kubańskiego, współtwórca zespołu Captain Jack (zm. 2005)
- 20 lutego – Olga Łazarska, polska pianistka, pedagog gry na fortepianie
- 21 lutego – Cezary Kamienkow, polski muzyk rockowy, basista, autor tekstów (zm. 2013)
- 22 lutego
  - Eric Eycke, amerykański wokalista, członek zespołu Corrosion of Conformity (zm. 2017)
  - Olivier Latry, francuski organista, improwizator i kompozytor
- 26 lutego – Francesco Napoli, włoski piosenkarz, kompozytor, autor tekstów
- 27 lutego – Marcelo Álvarez, argentyński śpiewak operowy (tenor liryczny)
- 1 marca – Galina Gorczakowa, rosyjska śpiewaczka operowa (sopran liryczny)
- 2 marca – Jon Bon Jovi, Amerykanin pochodzenia włoskiego, muzyk rockowy, autor tekstów, producent, aktor, założyciel i wokalista grupy Bon Jovi
- 7 marca
  - Chico Banks, amerykański gitarzysta bluesowy (zm. 2008)
  - Taylor Dayne, amerykańska piosenkarka, wykonawczymi muzyki pop i house, autorka tekstów i aktorka
- 13 marca – Terence Blanchard, amerykański trębacz jazzowy, kompozytor muzyki filmowej
- 17 marca – Wim Henderickx, belgijski kompozytor muzyki poważnej (zm. 2022)
- 28 marca
  - Krzysztof Krzak, polski poeta i bard (zm. 2016)
  - Mariusz Treliński, polski reżyser operowy, filmowy i teatralny
- 29 marca – Kongar-ol Ondar, rosyjski lutnista pochodzenia mongolskiego (zm. 2013)
- 30 marca – MC Hammer, właśc. Stanley Burrell, amerykański raper
- 31 marca – Jeff Young, amerykański muzyk rockowy, kompozytor i gitarzysta
- 1 kwietnia – Piotr Orawski, polski dziennikarz radiowy, muzykolog, pedagog, autor książek o muzyce (zm. 2013)
- 2 kwietnia – Warcisław Kunc, polski dyrygent, pedagog
- 7 kwietnia – Tom Pierzchalski, polski saksofonista, muzyk zespołu T.Love
- 8 kwietnia – Izzy Stradlin, amerykański muzyk i kompozytor, gitarzysta rytmiczny znany z Guns N’ Roses
- 12 kwietnia – Pavol Habera, słowacki piosenkarz, kompozytor i aktor musicalowy
- 13 kwietnia – Hillel Slovak, amerykański gitarzysta pochodzenia izraelskiego, członek zespołu Red Hot Chili Peppers (zm. 1988)
- 14 kwietnia – Rafał Paczkowski, polski realizator dźwięku, klawiszowiec, kompozytor (zm. 2023)
- 16 kwietnia – Ian MacKaye, amerykański wokalista i gitarzysta
- 18 kwietnia – Zbigniew Jakubek, polski pianista, aranżer, kompozytor (zm. 2023)
- 24 kwietnia
  - Christophe Desjardins, francuski skrzypek (zm. 2020)
  - Jacek Korohoda, polski gitarzysta jazzowy, kompozytor, muzyk sesyjny, pedagog
- 25 kwietnia – Ole Edvard Antonsen, norweski trębacz
- 26 kwietnia – Michael Damian, amerykański piosenkarz i kompozytor, także aktor, producent, scenarzysta i reżyser telewizyjny i filmowy
- 28 kwietnia – Marek Czapelski, polski perkusista
- 1 maja – Tomasz Żółtko, polski pieśniarz, gitarzysta, kompozytor, muzyk, poeta i publicysta; twórca współczesnej piosenki autorskiej
- 3 maja – Harvey Malaihollo, indonezyjski piosenkarz
- 8 maja – Stanisław Garnczarski, polski duchowny rzymskokatolicki, dr hab. teologii w zakresie muzykologii
- 9 maja – Dave Gahan, angielski muzyk, współtwórca i wokalista zespołu Depeche Mode
- 11 maja – Emmanuelle Haïm, francuska klawesynistka i dyrygent specjalizująca się w wykonaniach muzyki dawnej
- 12 maja – Dénes Makovics, węgierski muzyk jazzowy
- 15 maja – Adam Wendt, polski saksofonista, kompozytor oraz aranżer
- 16 maja – Erwin Gutawa, indonezyjski kompozytor i basista jazzowy; muzyk zespołu Karimata
- 18 maja – Sandra, niemiecka piosenkarka
- 19 maja – Vojtěch Havel, czeski kompozytor, pianista i wiolonczelista (zm. 2024)
- 20 maja – Ralph Peterson Jr., amerykański perkusista jazzowy, bandleader (zm. 2021)
- 23 maja – Zbigniew „Vika” Wróblewski, polski gitarzysta metalowy, współzałożyciel zespołu Vader (zm. 2023)
- 26 maja – Black, właśc. Colin Vearncombe, brytyjski wokalista i kompozytor (zm. 2016)
- 2 czerwca
  - José Maria Florêncio, polski dyrygent, altowiolista i kompozytor pochodzenia brazylijskiego
  - Tagir Kamałow, rosyjski dyrygent (zm. 2021)
- 6 czerwca – Feya Faku, południowoafrykański trębacz jazzowy (zm. 2025)
- 8 czerwca
  - Nick Rhodes, brytyjski klawiszowiec, muzyk zespołu Duran Duran
  - Paweł Rozwadowski, polski wokalista i autor tekstów, znany z zespołów Fornit, Deuter i Izrael (zm. 2020)
- 14 czerwca – Hugh Mundell, jamajski wykonawca muzyki roots reggae (zm. 1983)
- 17 czerwca – Bap Kennedy, irlandzki piosenkarz (zm. 2016)
- 19 czerwca – Paula Abdul, amerykańska wokalistka pop
- 22 czerwca – Jo Squillo, włoska piosenkarka i prezenterka telewizyjna
- 23 czerwca  – Andrej Šeban, słowacki muzyk oraz producent jazzowy
- 8 lipca – Joan Osborne, amerykańska piosenkarka
- 22 lipca – Steve Albini, amerykański gitarzysta rockowy, wokalista, autor tekstów, kompozytor, dziennikarz muzyczny, inżynier dźwięku (zm. 2024)
- 24 lipca – Cat Glover, amerykańska choreografka, tancerka, piosenkarka i raperka (zm. 2024)
- 26 lipca – Cezary Czternastek, polski muzyk bluesowy, skrzypek, pianista, gitarzysta, wokalista oraz autor tekstów (zm. 2008)
- 27 lipca – Janek Ledecký, czeski piosenkarz, gitarzysta, kompozytor
- 29 lipca – Miroslav Škoro, chorwacki piosenkarz i polityk
- 6 sierpnia – Søren Hyldgaard, duński kompozytor (zm. 2018)
- 7 sierpnia – Bruno Pelletier, kanadyjski piosenkarz, autor tekstów piosenek, kompozytor, muzyk i aktor
- 8 sierpnia – Ralph Rieckermann, niemiecki muzyk rockowy, były basista zespołu Scorpions
- 12 sierpnia
  - Witosława Frankowska, polska etnomuzykolog, kompozytorka, kameralistka
  - Ivica Maksimović, serbski wokalista i gitarzysta rockowy (zm. 2019)
- 14 sierpnia – Paweł Rurak-Sokal, polski muzyk i kompozytor, założyciel zespołu Blue Café
- 17 sierpnia
  - Wiktor Dmuchowski, polski dyrygent, działacz społeczny mniejszości polskiej na Białorusi
  - Dariusz Stachura, polski śpiewak operowy (tenor)
- 18 sierpnia – Jarosław Janiszewski, polski muzyk; założyciel, wokalista, kompozytor i tekściarz związany z trójmiejską sceną rockową
- 23 sierpnia – Emilio Navaira, amerykański piosenkarz i gitarzysta country (zm. 2016)
- 25 sierpnia – Vivian Campbell, irlandzki gitarzysta i muzyk, członek Def Leppard
- 28 sierpnia – Jim Rotondi, amerykański trębacz jazzowy, kompozytor, aranżer, pedagog (zm. 2024)
- 2 września – Artur Dobiszewski, polski muzyk i wokalista, członek kapeli Ta Joj (zm. 2015)
- 9 września – Mark Linkous, amerykański wokalista i kompozytor, członek grupy Sparklehorse (zm. 2010)
- 12 września – Dino Merlin, jugosłowiański i bośniacki kompozytor, piosenkarz, autor tekstów
- 18 września – John Mann, kanadyjski muzyk rockowy (zm. 2019)
- 26 września – Tracey Thorn, brytyjska piosenkarka, autorka tekstów i pisarka
- 30 września – Cezary Ostrowski, polski artysta plastyk, grafik komputerowy, designer, muzyk, kompozytor, dziennikarz
- 2 października – Joe Lara, amerykański aktor, producent filmowy, piosenkarz, kompozytor i autor tekstów piosenek muzyki country
- 3 października – Tommy Lee, amerykański perkusista
- 4 października – Marc Minkowski, francuski fagocista i dyrygent
- 7 października – Robert Brookins, amerykański piosenkarz, autor tekstów, producent i muzyk (zm. 2009)
- 12 października – Chris Botti, amerykański trębacz smooth jazzowy
- 16 października
  - Dmitrij Chworostowski, rosyjski śpiewak operowy (baryton) (zm. 2017)
  - Flea, australijski basista rockowy, muzyk zespołu Red Hot Chili Peppers
- 22 października – Grzegorz Wawrzyszak, polski wokalista
- 24 października – Giovanni Sollima, włoski kompozytor i wiolonczelista
- 25 października – Andrzej Bauer, polski wiolonczelista, pedagog, kompozytor i dyrygent
- 27 października – Leszek Szczerba, polski saksofonista jazzowy
- 1 listopada
  - Irene Fargo, włoska piosenkarka (zm. 2022)
  - Magne Furuholmen, norweski klawiszowiec, kompozytor; muzyk zespołu a-ha
  - Anthony Kiedis, amerykański wokalista Red Hot Chili Peppers
- 5 listopada – Geir Rönning, norweski piosenkarz i autor piosenek
- 10 listopada – Teresa Taylor, amerykańska perkusistka punkrockowego zespołu Butthole Surfers (zm. 2023)
- 13 listopada – Peter Martinček, słowacki kompozytor i dyrygent (zm. 2021)
- 18 listopada – Kirk Hammett, amerykański gitarzysta zespołu Metallica
- 22 listopada – Sumi Jo, południowokoreańska sopranistka (sopran koloraturowy)
- 27 listopada
  - Charlie Benante, amerykański muzyk rockowy, perkusista zespołu Anthrax
  - Mike Bordin, amerykański perkusista zespołu Faith No More
- 28 listopada – Matt Cameron, amerykański perkusista zespołów Soundgarden i Pearl Jam
- 29 listopada – Ronny Jordan, brytyjski wokalista i gitarzysta jazzowy (zm. 2014)
- 5 grudnia – José Cura, argentyński muzyk, śpiewak operowy (tenor), kompozytor, dyrygent, aktor
- 8 grudnia – Marty Friedman, amerykański gitarzysta zespołu Megadeth
- 9 grudnia – Jarosław Kisiński, polski muzyk, gitarzysta, saksofonista, autor tekstów, kompozytor i wokalista; lider i współzałożyciel zespołu Sztywny Pal Azji
- 11 grudnia – Krzysztof Grabowski, polski perkusista rockowy, autor tekstów, muzyk grupy Dezerter
- 25 grudnia – Christian Fennesz, austriacki kompozytor i twórca muzyki elektronicznej
- 26 grudnia – James Kottak, amerykański gitarzysta i perkusista rockowy, członek zespołu Scorpions (zm. 2024)
- 28 grudnia
  - Brian Kellock, szkocki pianista jazzowy (zm. 2025)
  - Michel Petrucciani, francuski kompozytor i pianista jazzowy (zm. 1999)
- 31 grudnia – Jennifer Higdon, amerykańska współczesna kompozytorka, dyrygentka i instrumentalistka

Data dzienna nieznana
- Claudio Cavina, włoski wokalista (kontratenor) i dyrygent (zm. 2020)
- Jacek Kaczyński, polski basista bluesowy i jazzowy, członek zespołu Kasa Chorych (zm. 2025)

## Zmarli
- 1 stycznia – Alojzy Kluczniok, polski kompozytor i dyrygent (ur. 1914)
- 26 stycznia – Łucja Drège-Schielowa, polska kompozytorka i pianistka (ur. 1893)
- 29 stycznia – Fritz Kreisler, austriacki kompozytor i skrzypek (ur. 1875)
- 4 lutego – Nikołaj Iwanow-Radkiewicz, rosyjski kompozytor, dyrygent, muzykolog i pedagog (ur. 1904)
- 5 lutego – Jacques Ibert, francuski kompozytor (ur. 1890)
- 17 lutego – Bruno Walter, amerykański dyrygent i kompozytor pochodzenia żydowskiego (ur. 1876)
- 26 lutego – Carl Ehrenberg, niemiecki kompozytor (ur. 1878)
- 4 marca – Zdeněk Chalabala, czeski dyrygent (ur. 1899)
- 5 marca – Otakar Jeremiáš, czeski kompozytor, dyrygent i wiolonczelista (ur. 1892)
- 24 marca – Jean Goldkette, amerykański muzyk klasyczny i jazzowy, pianista i bandleader oraz przedsiębiorca (ur. 1893)
- 26 marca – Cyrillus Kreek, estoński kompozytor i dyrygent chóralny (ur. 1889)
- 1 kwietnia – Karol Rund, muzyk i wojskowy pochodzenia czeskiego, kapitan kapelmistrz Wojska Polskiego, kompozytor, wykładowca (ur. 1889)
- 3 kwietnia – Manolis Kalomiris, grecki muzyk i kompozytor (ur. 1883)
- 5 kwietnia – Jan Nepomucen Rakowski, polski altowiolista i pedagog (ur. 1898)
- 9 maja – Jurij Nikolski, rosyjski kompozytor muzyki filmowej, dyrygent (ur. 1895)
- 24 maja – Cloe Elmo, włoska śpiewaczka operowa (mezzosopran) (ur. 1910)
- 27 maja – Egon Petri, niemiecki pianista i pedagog pochodzenia holenderskiego (ur. 1881)
- 31 maja – Eduard Toldrà, hiszpański kompozytor (ur. 1895)
- 3 czerwca – Walery Jastrzębiec-Rudnicki, polski autor piosenek, konferansjer, dyrektor kabaretów, działacz kulturalny i związkowy, prawnik (ur. 1888)
- 12 czerwca – John Ireland, angielski kompozytor (ur. 1879)
- 13 czerwca – Eugene Aynsley Goossens, brytyjski kompozytor i dyrygent pochodzenia belgijskiego (ur. 1893)
- 15 czerwca – Alfred Cortot, francusko-szwajcarski pianista i dyrygent (ur. 1877)
- 18 czerwca – Volkmar Andreae, szwajcarski kompozytor (ur. 1879)
- 28 czerwca – Franz Konwitschny, niemiecki dyrygent i skrzypek (ur. 1901)
- 15 lipca – Helena Kijeńska-Dobkiewiczowa, polska pianistka, pedagog (ur. 1880)
- 29 lipca – Leonardo De Lorenzo, włoski wirtuoz fletu i pedagog (ur. 1875)
- 2 sierpnia – Stefan Belina-Skupiewski, polski śpiewak (tenor), pedagog (ur. 1885)
- 6 września – Hanns Eisler, niemiecki kompozytor pochodzenia austriackiego (ur. 1898)
- 18 października – Maria Szczepańska, polska muzykolog, wykładowca akademicki (ur. 1902)
- 20 października – Franco Beval, polski śpiewak operowy (tenor) (ur. 1904)
- 28 października – Franz Sauer, austriacki organista i pedagog muzyczny (ur. 1894)
- 2 grudnia – Nikołaj Anosow, rosyjski kompozytor, pedagog i dyrygent (ur. 1900)
- 7 grudnia – Kirsten Flagstad, norweska śpiewaczka operowa (sopran) (ur. 1895)
- 9 grudnia – Olga Martusiewicz-Maresch, polska pianistka, pedagog (ur. 1896)
- 13 grudnia – Harry Barris, amerykański piosenkarz jazzowy, pianista i autor tekstów (ur. 1905)
- 14 grudnia – Nazzareno de Angelis, włoski śpiewak operowy (bas) (ur. 1881)
- 16 grudnia – Tadeusz Bocheński, polski poeta, muzykolog, filozof, pisarz i eseista, pedagog, krytyk muzyczny, pianista, pedagog i tłumacz (ur. 1895)
- 18 grudnia – Zygmunt Mossoczy, polski śpiewak operowy (bas) (ur. 1881)
- 19 grudnia – Marcin Szeligiewicz, polski pianista, kompozytor, pedagog i działacz kulturalny (ur. 1906)
- 29 grudnia – Hans Rosbaud, austriacki dyrygent (ur. 1895)

## Muzyka poważna
- Inauguracja Międzynarodowego Konkursu Pianistycznego im. Van Cliburna w Fort Worth w USA

### Kompozycje
- Wojciech Kilar – „Riff 62”

## Film muzyczny
- Błękitne Hawaje – (Elvis Presley)
- Girls! Girls! Girls! – (Elvis Presley)
- Kid Galahad – (Elvis Presley)

## Nagrody
- Konkurs Piosenki Eurowizji 1962
  - „Un premier amour”, Isabelle Aubret